# NGC 3975
NGC 3975 ist eine Spiralgalaxie vom Hubble-Typ Sb im Sternbild Großer Bär am Nordsternhimmel. Sie ist schätzungsweise 446 Millionen Lichtjahre von der Milchstraße entfernt.
Das Objekt wurde am 21. Februar 1874 von dem Astronomen Lawrence Parsons, 4. Earl of Rosse entdeckt.